# Nefron
Nefronul (din greaca νεφρός - nephros, rinichi) este unitatea structurală și funcțională a rinichiului. La adult, cei doi rinichi conțin aproximativ 2.4 milioane de nefroni (cu variații între 1.1 milioane și 2.2 milioane). Nefronii nu sunt uniți între ei, ci reprezintă unități structurale independente. Rolul său de bază este reglarea concentrației apei și a altor substanțe solubile în urma filtrării sângelui, reabsorbind substanțele necesare și eliminând produșii de metabolism. 
Nefronul reglează volumul și tensiunea sangvină, controlează concentrația electroliților și a metaboliților, precum și pH-ul sanguin.

## Anatomie
Fiecare nefron este constituit din mai multe segmente anatomice care intervin în formarea urinei. 

### Glomerulul
Glomerulul este un ghem de anse capilare arteriale incolacite, interpuse intre 2 
arteriole, una dintre aceste arteriole, vasul aferent, fiind o ramificatie finală a arterei renale, iar cealalta, arteriola eferentă, este mult mai subțire deoarece aproximativ 50% din volumul sanguin este pierdut prin filtrare glomerulară. La nivelul glomerulilor se produce ultrafiltrarea plasmei sanguine, cu formarea urinii primare prin filtrarea sangelui. Glomerulul este conținut intr-o capsulă epitelială cu pereți dubli, capsula Bowman. Foita internă este subțire, cu multe interstitii, formând împreună cu peretele capilarului membrana filtrantă glomerulară. Foita externă este mai groasă, si se continuă cu tubul urinifer la polul urinar. Intre cele 4 foițe se delimitează un spațiu îngust, în care este primit filtratul glomerular, și care continuă cu lumenul tubului renal.

### Tubul renal
Tubul renal elaboreaza urina definitiva plecand de la urina primara. Acesta incepe la polul renal al glomerului. Are o lungime de 30–50 cm, descriind un traiect lung si complicat. Se imparte in patru segmente: 
- tubul contort proximal: acesta este cel mai lung segment (12–14 mm), precum si cel mai gros cu un diametru de 50-60 μm. Are rol in regularea pH-ului. 30% din apa, potasiul, fosfatul, glucoza, clorul din urina primara sunt absorbite la acest nivel;
- ansa lui Henle, cu rol in stabilirea unui gradient de concentratie, contribuirea la elaborarea urinii mai concentrate prin reabsorbtia apei;
- tubul contort distal, reguleaza pH-ul si concentratia calciului. Se realizeaza reabsorbtia sodiului prin cotransportul sodiu-clor. Acesta este impermeabil pentru apa si se varsa in tubul colector;
- tubul colector, care nu mai este considerat parte a nefronului de catre unii autori.

La adult, aproximativ 360 l de plasma deproteinizata este filtrata in fiecare zi, dar 75% din aceasta este reabsorbita, astfel incat se elimina doar 1,5 l de urina zilnic.